# Costa Spezzina

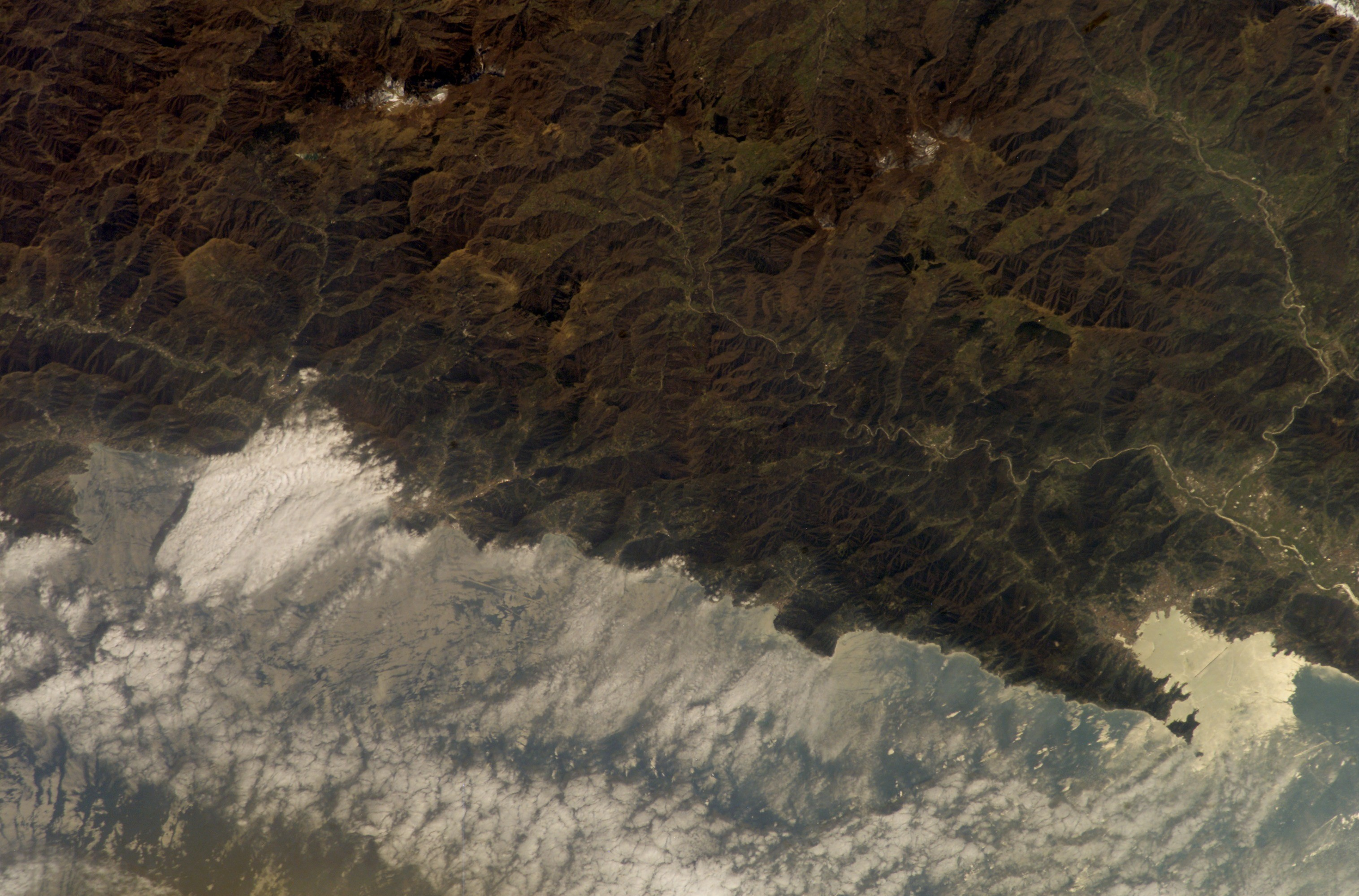

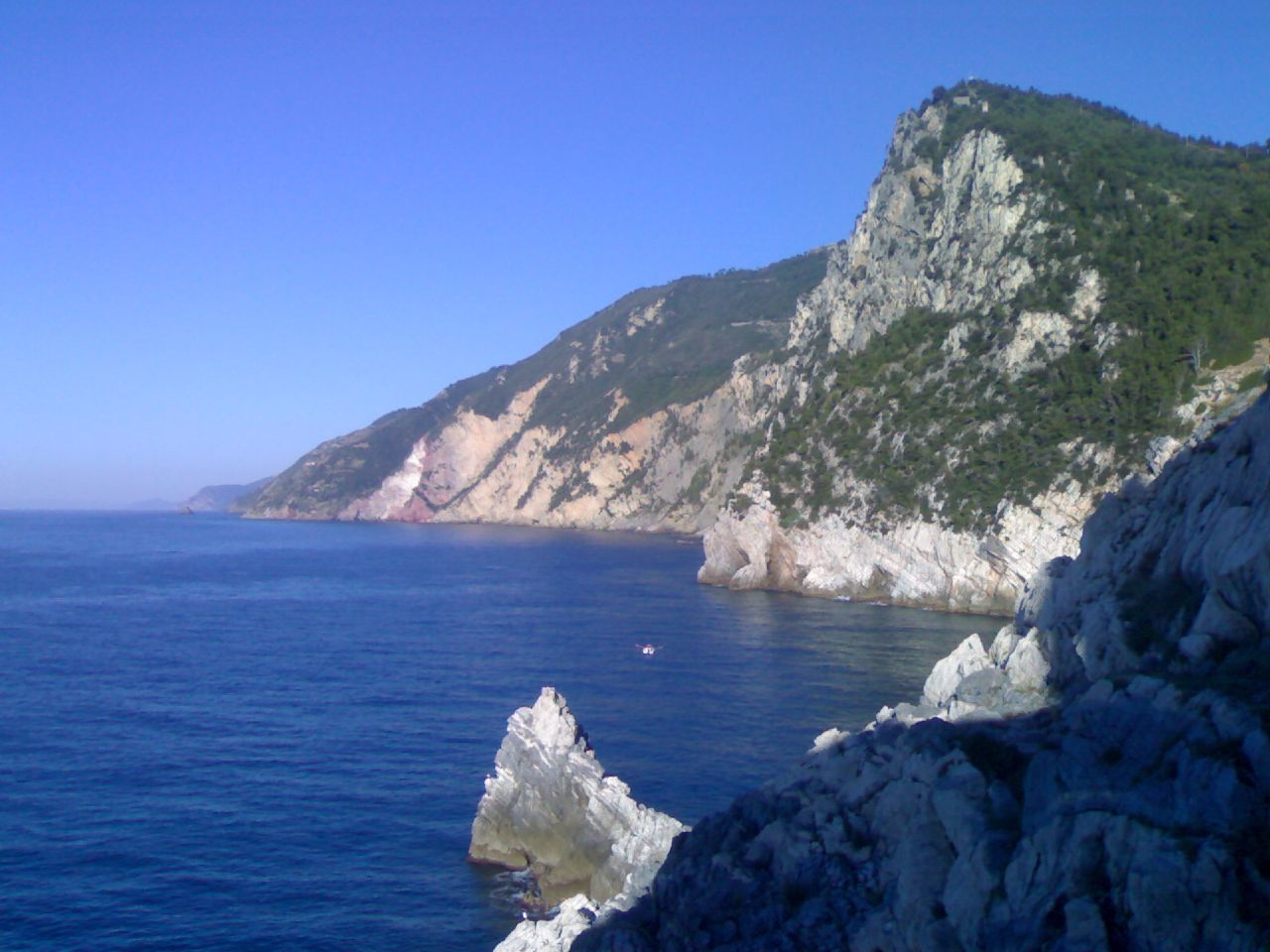
Porto Venere.

Costa Spezzina (Riviera Spezzina) es una sección de la Riviera del Levante sobre el Mar de Liguria en Italia.
Comprende la costa de la Provincia de La Spezia entre los pueblos de Portovenere y Deiva Marina.
Es uno de los cuatro distritos de la provincia formada por las Cinque Terre, el Golfo de los poetas, el valle de Vara y el valle del río Mara.